# Vejle Bibliotekerne
Vejle Bibliotekerne er centralbibliotek for bibliotekerne i Billund, Esbjerg, Fredericia, Haderslev, Kolding, Middelfart, Sønderborg, Tønder, Varde, Vejen og Aabenraa kommuner. Biblioteket er også bibliotek for Vejle Kommunes borgere.
Vejle Bibliotekerne er organiserede med et hovedbibliotek i Vejle og centerbiblioteker i Børkop, Egtved, Give og Jelling. Desuden har Vejle Bibliotekerne en bogbus.